# L'allegra prigione
L'allegra prigione (Das fidele Gefängnis) è un film muto del 1917 scritto e diretto da Ernst Lubitsch.
Con alcune varianti, la sceneggiatura di Ernst Lubitsch e Hanns Kräly ripropone a grandi linee l'operetta Die Fledermaus.

## Trama
Dopo una notte di bagordi, tornato a casa, Alex von Reitzenstein si accascia ubriaco alla sua scrivania. Così lo trova la moglie Alice che, dal postino, viene a sapere che Alex dovrà scontare una notte di prigione per schiamazzi notturni. Dalla posta, Alice riceve anche l'invito al gran ballo in maschera che si deve tenere quella sera al palazzo del principe Zsbrschowsky. Arrabbiata con il marito, Alice esce di casa per andarsi a comperare un cappello nuovo. Dalla modista, fa la conoscenza di Egon Storch, che poi la segue a casa sua dove viene invitato a prendere il tè.
Quabbe, il direttore della prigione, si reca a casa Reitzenstein ma, non conoscendo il padrone di casa, scambia l'ospite per Alex e lo arresta al posto del vero Reitzenstein. Questi, invece, ubriaco, si reca al ballo dove viene seguito dalla moglie. Quando Alice inizia a flirtare con lui, Alex nemmeno la riconosce. Un'altra che partecipa alla festa mascherata, è Mitzi, la cameriera dei Reitzenstein.

## Produzione
Il film fu prodotto dalla Projektions-AG Union (PAGU).

## Distribuzione
In Germania, il film venne presentato in prima a Berlino il 30 novembre 1917. Il 7 novembre 1919, ne uscì una riedizione dal titolo Ein fideles Gefängnis.
Nel 2010, la pellicola è stata proiettata al Festival di Locarno, nell'ambito di una retrospettiva dedicata a Lubitsch.